# 董篤行
董篤行（？—？），字嘉賓，一字瀛賓，號天因。河南洛陽人。清初官员。
董篤行於順治三年（1646年）中式丙戌科二甲第七十一名進士。選庶吉士，散館改吏科給事中。官至左副都御史。